# Вальдитара, Джузеппе
Джузеппе Вальдитара (итал. Giuseppe Valditara; род. 12 января 1961, Милан) — итальянский юрист и политик, министр просвещения Италии (с 2022).

## Биография
Окончил Миланский университет, где изучал право.
Профессор римского права на юридическом факультете Туринского университета, сенатор Италии в 2001—2013 годах — сначала от Национального альянса, позднее от Народа свободы.
В период деятельности первого правительства Конте (2018—2019) министр просвещения, университетов и научных исследований Марко Буссетти поставил Вальдитару во главе Департамента высшего образования и науки.
22 октября 2022 года было сформировано правительство Мелони, в котором Вальдитара получил портфель министра просвещения и заслуги. Наименование ведомства и должности впервые изменено таким образом с целью подчеркнуть поставленные задачи: создание в итальянской школе системы меритократии, в которой будут поощряться и выделяться талант, упорство и стремление учащихся к новым знаниям и умениям.

## Труды
- Studi sul magister populi. Dagli ausiliari militari del rex ai primi magistrati repubblicani, Giuffrè, 1989, ISBN 9788814018862.
- Saggi sulla libertà dei romani, dei cristiani, e dei moderni, Rubbettino, 2007, ISBN 9788849817744.
- Lo stato nell’antica Roma, Rubbettino, 2015, ISBN 9788849817744.
- L’immigrazione nell’antica Roma. Una questione attuale, Rubbettino, 2008, ISBN 9788849844443.
- Riflessioni sulla pena nella Roma repubblicana, Giappichelli, 2015, ISBN 9788834858592.
- Giudici e legge, Pagine, 2018, ISBN 9788875574758.
- Sovranismo. Una speranza per la democrazia, Book Time, 2018, ISBN 9788862181297.
- Civis Romanus Sum, Giappichello, 2018, ISBN 9788892117198.
- Auctoritas fra autorevolezza e autocrazia, Giappichelli, 2021, ISBN 9788892138667.
- Il dictator tra emergenza e libertà, Giappichelli, 2021, ISBN 9788892140127.